# الأميرية (قنا)
قرية الأميرية هي إحدى القرى التابعة لمركز أبو تشت في محافظة قنا في جمهورية مصر العربية. حسب إحصاءات سنة 2006، بلغ إجمالي السكان في الأميرية 9953 نسمة، منهم 4801 رجل و5152 امرأة.